# Toshiro Tomochika
Toshiro Tomochika (友近 聡朗 Tomochika?, Toshiro) nacido el 24 de abril de 1975 en Ehime es un exfutbolista japonés. Jugaba de delantero y su último club fue el Ehime FC de Japón.

## Trayectoria

### Clubes
| Club         | País     | Año         |
| ------------ | -------- | ----------- |
| Ehime FC     | Japón    | 1998        |
| Göttingen    | Alemania | 1999        |
| Tuspo Waldau | Alemania | 2000        |
| Ehime FC     | Japón    | 2001 - 2006 |